# Adrian (priimek)
Adrian je priimek več znanih tujih oseb:
- Edgar Douglas Adrian (1889—1977), angleški nevrofiziolog
- Gilbert Adrian (1903—1959), ameriški modni oblikovalec
- Iris Adrian (1912—1994), ameriška igralka